# Comuna Munkedal
Munkedal (Munkedals kommun) este o comună din comitatul Västra Götalands län, Suedia, cu o populație de 10.205 locuitori (2013).

## Geografie

### Zone urbane
Lista celor mai mari zone urbane din comună (anul 2015) conform Biroului Central de Statistică al Suediei:
| Nr | Zona urbană   | Pop.  |
| -- | ------------- | ----- |
| 1  | Munkedal      | 3.910 |
| 2  | Dingle        | 901   |
| 3  | Hällevadsholm | 816   |
| 4  | Hedekas       | 392   |
| 5  | Torreby       | 226   |

## Demografie
| \| Evoluția demografică în comuna Munkedal, 1970–2015 \| Evoluția demografică în comuna Munkedal, 1970–2015 \| Evoluția demografică în comuna Munkedal, 1970–2015 \| Evoluția demografică în comuna Munkedal, 1970–2015 \| Evoluția demografică în comuna Munkedal, 1970–2015 \| \| ----------------------------------------------------------------------------------------------------- \| -------------------------------------------------- \| -------------------------------------------------- \| -------------------------------------------------- \| -------------------------------------------------- \| \| An \| \| \| Locuitori \| \| \| 1970 \| 1970 \| \| 9704 \| 9704 \| \| 1975 \| 1975 \| \| 10210 \| 10210 \| \| 1980 \| 1980 \| \| 10703 \| 10703 \| \| 1985 \| 1985 \| \| 10726 \| 10726 \| \| 1990 \| 1990 \| \| 11147 \| 11147 \| \| 1995 \| 1995 \| \| 11078 \| 11078 \| \| 2000 \| 2000 \| \| 10532 \| 10532 \| \| 2005 \| 2005 \| \| 10284 \| 10284 \| \| 2010 \| 2010 \| \| 10181 \| 10181 \| \| 2015 \| 2015 \| \| 10205 \| 10205 \| \| Sursa: SCB - Statistika Centralbyrån, Folkmängd efter region, civilstånd, ålder och kön. År 1968–2016 \| \| \| \| \| |      |  |           |       |
| Evoluția demografică în comuna Munkedal, 1970–2015 |      |  |           |       |
| An |      |  | Locuitori |       |
| 1970 | 1970 |  | 9704      | 9704  |
| 1975 | 1975 |  | 10210     | 10210 |
| 1980 | 1980 |  | 10703     | 10703 |
| 1985 | 1985 |  | 10726     | 10726 |
| 1990 | 1990 |  | 11147     | 11147 |
| 1995 | 1995 |  | 11078     | 11078 |
| 2000 | 2000 |  | 10532     | 10532 |
| 2005 | 2005 |  | 10284     | 10284 |
| 2010 | 2010 |  | 10181     | 10181 |
| 2015 | 2015 |  | 10205     | 10205 |
| Sursa: SCB - Statistika Centralbyrån, Folkmängd efter region, civilstånd, ålder och kön. År 1968–2016 |      |  |           |       |